# 단양 구인사 대반열반경
대반열반경(大般涅槃經)은 충청북도 단양군 영춘면, 구인사에 있는 고려시대의 열반경이다. 2012년 4월 6일 충청북도의 유형문화재 제326호로 지정되었다.

## 개요
열반경은 석가모니의 입적에 관한 경전인데 여래의 몸은 색신(色身)이 아니라 불신(佛身)이고 법신(法身)이며, 여래의 법신(法身)은 상락아정(常樂我淨)하며 일체 중생에게 모두 불성이 있다는 사상을 담고 있다.
현재까지 동진(東晋)의 사문(沙門) 법현(法顯)이 번역한 『대반열반경(大般涅槃經)』은 지정된 사례가 없을 정도로 희귀한 자료이다. 고려시대 불경(佛經) 연구와 서지학(書誌學) 연구에 귀중한 자료로 보존상태는 매우 양호한 편으로 이 판본은 후대인 조선시대에 찍어낸 것으로 보인다.

## 같이 보기
- 열반경

## 참고 자료
- 대반열반경 - 국가유산청 국가유산포털